# Equilibrium (Album)
Equilibrium ist ein Jazzalbum von Matthew Shipp. Die im Juli 2002 im Studio Sorcerer Sound, New York City, entstandenen Aufnahmen erschienen am 21. Januar 2003 auf Thirsty Ear als Shipps viertes Album für die Reihe Blue Series des Labels.

## Hintergrund
Equilibrium war ein weiteres Kapitel in der von Shipp kuratierten Reihe Blue Series des Labels Thirsty Ear, gleichzeitig eine komplexere Erweiterung von Shipps letztem Album für das Label, Nu Bop. Hier setzte Shipp den Bassisten William Parker, den Schlagzeuger Gerald Cleaver, den Vibraphonisten Khan Jamal und den Live-Elektroniker und Programmierer FLAM ein. Letzterer, mit bürgerlichem Namen Chris Flam, hatte zuvor mit DJ Spooky und A Guy Called Gerald zusammengearbeitet.

## Titelliste
- Matthew Shipp: Equilibrium (Thirsty Ear THI57127.2)[3]
  1. Equilibrium – 3:44
  2. Vamp to Vibe – 5:28
  3. Nebula Theory – 5:25
  4. Cohesion – 6:35
  5. World of Blue Glass – 5:26
  6. Portal – 1:13
  7. The Root – 5:03
  8. The Key – 4:12
  9. Nu Matrix – 4:01
- Alle Kompositionen stammen von Matthew Shipp.

## Rezeption
Thom Jurek verlieh dem Album in AllMusic 4½ Sterne und schrieb, es gebe Klänge, die Dimension hinzufügen, doch es gebe keine festen Rhythmen, es gebe nur Shipps Klavier, das auf jeden Moll-Septakkord extrapoliere, den er spielt. Es wäre ein Klavier-Solo von einiger Strenge, aber die Seltsamkeit der Elektronik mache es zu einer Meditation über Schemata und Auflösung. Shipp, dessen unruhige Sicht niemals durch Grandiosität oder Täuschung getrübt werde, sei heute der wichtigste Pianist in der Szene. Equilibrium sei „Soulmusik für den Geist“.
Nach Ansicht von James Taylor, der das Album in All About Jazz rezensierte, sei das Album sowohl funky als auch frei – eine genreüberschreitende Mischung aus elektronischen Beats, Ambient-Rhythmen und Free-Jazz-Spontaneität. Am enttäuschendsten sei jedoch der Flirt des Albums mit der von der Jam-Band inspirierten Groove-Theorie wie „Vamp to Vibe“ oder „Cohesion“. Obwohl diese Tracks gut seien und zu Recht viele Jam-Bands (wie Medeski, Martin & Wood) beschämen würden, erreichten sie kaum das Niveau, das Fans von Shipps früheren Arbeiten erwarten würden. Spätere Tracks auf Equilibrium, insbesondere The Root, seien bessere Beispiele für Shipps brillante Fähigkeit, computerisierte Elemente der aktuellen Musik mit der reichen Sprache der Jazztradition zu verbinden.
Ebenfalls in All About Jazz schrieb Mark Corroto, die musikalischen Erkundungen von Matthew Shipp in diesem neuen Jahrhundert erinnerten ihn an ähnliche Untersuchungen von Miles Davis vor vierzig Jahren. Shipp, dessen Anfänge im Free Jazz lagen, habe sich zum Rattenfänger des „Nu Jazz“ entwickelt; als Produzent der Blue Series für Thirsty Ear führe er jüngere Hörer zum Jazz und öffne Jazzfans den Zugang zu Musik der jüngeren Zeit. Seine Verschmelzungen von Improvisation mit DJ-Kultur, Hip-Hop und elektronischer Musik sei „eine Mischung aus Schmelzen und Verschmelzen, um einen katalytischen Effekt zu erzielen. Es gibt keine Teile und Teile; Das ist ein ganzes Konzept.“
Stuart Nicholson schrieb in JazzTimes, das Album sei ein logisches Kontinuum zu Shipps Nu Bop-Konzept, diesmal mit einer subtileren Anwendung von Beats. Während es möglicherweise nicht so viele Offenbarungen wie sein Vorgänger manifestiere, vermittle Equilibrium jedoch Überzeugung. Auf mehreren Tracks gelinge es Shipp, die Beziehung zwischen Klavier, Bass und Schlagzeug neu zu konfigurieren, indem er Gerald Cleavers Schlagzeug eine Hauptrolle spielen lässt und die Kompositionen nach dem Rhythmus gestalte. Equilibrium sei Teil einer laufenden Arbeit, schrieb Nicholson weiter, und bewege sich über die sogenannte „Jazztradition“ hinaus zur echten Jazztradition, in der die Fantasie frei regiere, Ideen sich ausformten und ihre eigene Dynamik entwickeln.
Matt Cibula (Pop Matters) merkt kritisch an, dass Shipp in den Liner Notes davon sprach, das Album sei als „Synthese dessen, was ich aus all meinen anderen Blue Series-Alben gelernt habe“. In Anbetracht der Tatsache, dass diese Alben Jazz als Neue Musik (Pastoral Composure), Jazz als Ambient-Musik (New Orbit) und Jazz als Breakbeat (Nu Bop) angenommen haben, lade er Equilibrium damit mehr Gepäck auf „als jedes andere 41-minütiges Jazz-Album sollte tragen müssen.“
Colin Buttimer rezensierte das Album für die BBC und fragte sich, was Mathew Shipp in den Welten der Tanzmusik höre: Der Autor versteht auch nicht, warum er in diesen Kontexten beim akustischen Klavier bleibe (obwohl er kurz zuvor mit einem Fender Rhodes live mit Spring Heel Jack in London gespielt habe). Nach Ansicht des Autors werde „der Jazztradition zu viel Respekt entgegengebracht, zu wenig der Straße. Natürlich ist es im besten Fall ein prekärer Balanceakt mit von Haien befallenen Gewässern auf beiden Seiten.“ Trotz aller Vorbehalte sei es faszinierend, Shipps Experimente zu hören. Buttimer sei voller Bewunderung für seinen Mut und seine Neugier; er freue sich auf seine weiteren Erkundungen. Immerhin wurde der Jazz durch das Lebenselixier der Popmusik immer wieder neu belebt.
Chris Dahlen schrieb in Pitchfork, Shipp sei vielleicht nicht der Erste oder Abenteuerlichste, der das Akustische mit dem Elektrischen und das Improvisierte mit dem Verarbeiteten mische, aber er habe ein geschmackvolles, logisches Album gemacht, das immer noch fetten Bass und eingängige Riffs biete. Für den Autor hört sich dieses Album wie nichts anderes an als das Modern Jazz Quartet an. Gegenüber dem Vorgängeralbum seien die Ergänzungen von FLAM subtiler, und anstelle eines Bläsers agiere diesmal hier Khan Jamal, dessen stattliches, klingendes Vibraphon Shipps besinnliche Linien perfekt ergänze.